# The End of the Beginning (God Is an Astronaut)
The End of the Beginning è il primo album del gruppo Post-rock irlandese God Is an Astronaut.
Il nome è probabilmente ispirato ad una citazione del Primo Ministro Inglese Winston Churchill, che in un discorso riguardante la Seconda battaglia di El Alamein disse: "Now this is not the end, it is not even the beginning of the end. But it is, perhaps, the end of the beginning." ("Dunque questa non è la fine; non è nemmeno l'inizio della fine, ma è, forse, la fine dell'inizio").

## Tracce
Musiche di Torsten Kinsella e Niels Kinsella, eccetto dove diversamente indicato.
1. The End of the Beginning – 4:15
2. From Dust to the Beyond – 5:17 (musica: Torsten Kinsella, Niels Kinsella, Noel Healy)
3. Ascend to Oblivion – 5:00 (musica: Torsten Kinsella, Niels Kinsella, Thomas Kinsella)
4. Coda – 5:04 (musica: Torsten Kinsella, Niels Kinsella, Noel Healy)
5. Remembrance – 4:20 (musica: Torsten Kinsella, Niels Kinsella, Thomas Kinsella)
6. Point Pleasant – 5:03
7. Fall from the Stars – 4:27 (musica: Torsten Kinsella, Niels Kinsella, Thomas Kinsella)
8. Twilight – 5:03
9. Coma – 1:16
10. Route 666 – 4:34
11. Lost Symphony – 5:16

## Formazione

### Gruppo
- Torsten Kinsella  – chitarra, tastiere, voce, batteria elettronica
- Niels Kinsella – basso, chitarra, tastiere

### Altri musicisti
- Noel Healy –  percussioni (traccia 8)

### Produzione
- God Is An Astronaut – produzione
- Tim Young – mastering
- Niels Kinsella – copertina